# 岡平健治
岡平 健治（おかひら けんじ、1979年3月28日 - ）は、日本の音楽家・実業家。長崎県香焼町（現・長崎市）生まれ、広島県呉市育ち。
1998年から2002年までネオフォーク・デュオ「19」でボーカル・ギター・ブルースハープを担当、2ndシングル「あの紙ヒコーキ くもり空わって」のヒットにより第50回NHK紅白歌合戦に出場。2002年の解散後3B LAB.☆Sを結成しボーカル・ギター担当。3B LAB.☆Sでは他にベース、キーボード・琉球三味線による弾き語りも披露。3B LAB.☆Sの千葉貴俊とは師弟関係にあたる。現在は音楽活動は趣味とし、自分の音楽を自身のYouTubeチャンネル「Mutuber KENJI CHANNEL」で公開しているほか、不動産オーナー、スタジオ経営、音楽出版、ライブハウス経営、飲食店経営、中古車売買修理経営、アパレル経営などを行なっている。

## 経歴
中学生の頃から、多くのオーディションに参加し、多数受賞。高校時代、中国放送でラジオ番組の準レギュラーを務め、呉の駅前などで路上ライブの活動を行う。活動時期・内容は定かではないが、ソロとして学校フレンド、姉とのユニットでは学校フレンズを名乗り活動した。1996年、高校3年の夏にティーンズミュージックフェスティバルで岩瀬敬吾と知り合い、1998年春に広島から大阪でのライブ活動を経て上京、音楽ユニット「少年フレンド」で活動を開始した。各々アコースティック・ギターを持ち、高円寺や下北沢で各々の作詞・作曲楽曲をライブハウスやストリートで歌唱。
途中、自分の描いた詩に曲をつけてくれるミュージシャンを探していたイラストレーターの326と出会い、意気投合した3人は1998年11月に「19」を結成。11月21日に「あの青をこえて」でビクターエンタテインメントからメジャー・デビュー。1999年、「あの紙ヒコーキ くもり空わって」がロングヒット、第50回NHK紅白歌合戦へ出場。2000年は「水・陸・そら、無限大」が2000年シドニーオリンピック日本代表選手団公式応援ソングとして採用され同年末の第51回NHK紅白歌合戦に二度目の出場。
2001年に旧友の千葉貴俊（ベース）、飲み会で偶然相席して出会った玉越理寛（ドラム）とロックバンド「3B LAB.☆」を結成、19での活動中にも数回ライブを実施。2002年3月に19を解散後は本格的に3B LAB.☆での活動を開始、同年11月21日、19のデビュー日と同日にミニ・アルバム「3B LAB.☆」でデビュー。2005年には新メンバー・SHOJI-METASONIK（キーボード）とSHUJI（ギター）に出会い、5人体制で「3B LAB.☆S」に改名して活動。テレビドラマ「こちら本池上署5」に出演、俳優デビュー。2006年6月末にSHOJI-METASONIKが卒業。以後3B LAB.☆Sは4人で活動。
2007年のライブツアー「光」において11月21日、岡平がメジャー・デビュー10周年を迎えるにあたり原点回帰として3B LAB.☆Sの活動を一時休止してソロ・デビュー・ライブを行うと発表。ギター一本・キーボード一台で、自ら移動車（ホワイトボンバーと名付けている）を走らせ、全国47都道府県自走ツアー2007→2008ライブを行う。同年9月、上記を3B LAB.☆Sのホームページでも発表。
2008年に2008年北京オリンピックでBAND FOR "SANKA"として日本代表選手団公式応援ソングを岡平も一員として担当。オリンピック日本代表選手団公式応援ソングを担当するのは、上記の19として2000年シドニーオリンピックで「水・陸・そら、無限大」以来8年振りである。
2009年にソロ全国27都道府県 弾き語り自走TOUR2009を行う。8月24日に大阪で行われたライブで、次の全国47都道府県自走TOURを以て引退を宣言しているが公式には発表されていない。
2010年2月、都内に自身の経営する会社、ロックフォードレコードを設立。自社ビルを建立、音楽スタジオ、ライブハウス、バーを経営。代表取締役社長は千葉貴俊。
2013年9月放送のTBSテレビ「有吉ジャポン」にて元19メンバーである326が取材した。

## 人物
身長161cm。趣味はゴルフと自動車とオートバイ。
好きな言葉は愛。金髪、坊主、編みこみ、ツーブロックなど、多彩な髪型をしており、頻繁に髪形を変えたりしている。話す際は広島弁を使用することが多い。ファッションは自己流で以前は「女物でも似合えば着こなしてしまう」と語っていた。
アキレス腱運動のように脚を開き、前後に体重をかけながらリズムをとり歌うボーカルスタイルが特徴。自身のファンや3B LAB.☆Sのファンを「ファン家族」と呼ぶ。
小学生の時に買ったギターを今でも大事に所持している。生まれ育った場所が原爆が落とされた長崎と広島であるため、平和に対する観念が非常に強い。広島出身ということもあり、大の広島東洋カープのファン。
バンドでは以前ギブソンのギブソン・レスポール・カスタム、レスポール・ジュニア、フェンダーのフェンダー・テレキャスターなど数種を使用していたが最近はギブソン・エクスプローラーをメインとして使用している。
アコースティック・ギターに関しては、光ギター初代（エピフォン）、二代目（マーティン）、三代目（マーティン）、オベーション（2本）。以上エレクトリックアコースティックギターを使用している。
自走ツアーでの移動車・ホワイトボンバーについて初代はリースの三菱・デリカ、以降はトヨタ・ハイエースに乗車。それぞれストリートスタイルに自らカスタムを施す。

## エピソード
小学6年生のときにギターを始め、「梅干と大根」という曲を作った。中学時代は非行に走っていて、父親がバイクを買い与えたところ少しは大人しくなったという。
高校時代にハンドボールの国体強化選手に選出された。昔乗っていたバイクには「たま子」という名付け、19時代の楽曲「ガソリン」の歌詞に登場。
19時代『うたばん』出演の際、昔住み込みで働いていた中華飯店にインタビュー、メッセージを貰うという企画のVTRを見た岡平は言葉が出なくなるほど号泣した。
自身が作った曲には深い思い入れがあり、19時代の『果てのない道』では、CMタイアップに伴い歌詞の書き換えを依頼されたが断固拒否。プロデューサーともめたが、翌日になり「これでどうかな」と新たに書き直した歌詞を持参した。
自身の2008年自走ツアー・静岡で行われたライブは、本人の納得のいくグルーヴ、ファン家族との一体感を得ることが出来なかったらしく、「愛と裏切りのライブ」のときと同じようだったと評している。後に「逆襲ライブ」と称したライブ（フリーライブ）を行うと自らブログで発表し、決行した。
文学作品にも興味を強く持ち、四字熟語などを歌詞やタイトルに多用している。
実家の近所に古い車を趣味でレストアしている人がいてそこでスバル360に出会い売ってもらう話はアルバム「純粋」内の「オンボロの君と僕」という曲になる。スバル360はデビュー後実家に置いていたが、親が処分した。実家に帰り車がないことに気づき処分先を探し買い戻した。曲中に出てくるスバル360を譲ってくれた近所のおじさんはその後数台のてんとうむしを再生していまも1台所有している。
川口和久のサイン入りユニフォームを所持しており、『開運!なんでも鑑定団』出演時に鑑定してもらった時は30万円の値がついた。

## ディスコグラフィー

### シングル
1. 告白（2008年1月30日）
2. 勇者のウタ（2014年4月2日）

### アルバム
1. 1st album　パンクフォーク（2008年3月26日）
2. Cover album　I♡GM（アイラブグレイテストミュージック）（2009年5月13日）
3. 2nd album　純粋（2009年9月23日）
4. BEST album　宇留斗羅アルバム1991→2010「喜」「怒」「哀」「楽」（2010年3月24日）※初回限定盤仕様CD4枚組
5. BEST album　宇留斗羅アルバム1991→2010「喜」（2010年3月24日）※4.の単品販売
6. BEST album　宇留斗羅アルバム1991→2010「怒」（2010年3月24日）※4.の単品販売
7. BEST album　宇留斗羅アルバム1991→2010「哀」（2010年3月24日）※4.の単品販売
8. BEST album　宇留斗羅アルバム1991→2010「楽」（2010年3月24日）※4.の単品販売
9. 3rd album　ニッポンの唄〜あいのうた〜（2011年5月25日）
10. 4th album　ニッポンの唄〜喜びのうた〜（2012年3月7日）

## DVD
1. 健治箱 -KENJI★BOX- 前人未踏の全国47都道府県弾語り自走TOUR　2007→2008 Live & Document（2008年9月24日）
2. 岡平健治 ソロ全国27都道府県弾語り自走TOUR2009 〜パンクフォーク真骨頂!!! 世界一熱い弾語りLIVE at ZEPP名古屋だがや!!!〜（2009年11月25日）

## 書籍
- 夢街道 〜岡平健治 日本全国1万8千キロの旅〜（2008年9月24日、角川マガジンズ）ISBN 9784827531213
- 岡平健治 「パンクフォーク」 オフィシャル・ギター・スコア（2008年9月24日、ドレミ楽譜出版社）ISBN 9784285121063
- 私（2021年3月11日、リットーミュージック）ISBN 9784845635917

## 未発表曲
- 卒業ライフ（卒業をテーマにした曲。自身曰く一番大切にしている曲。）
- やっぱり考えてしまうんだ
- 意地（「以心伝心」の時の彼女に対して作った曲。自分も彼女も意地っ張りだが最後は許しあうという内容である。）
- 本心
- 息子へ（後に自身のベスト・アルバム「哀」で「母の歌〜親愛なる君へ〜」として発表。）
- 月明かり
- 永久不変
- 僕のすべて
- 梅干しと大根
- 飛んで行きたい（後に自身のベスト・アルバム「喜」で「飛んで行きたい〜Since1991→2010〜」として発表）
- 一時の想い
- 遠距離失恋愛（元祖）
- 今夜ラブストーリー
- 小鳥
- 笑顔で
- 南風
- 子育て
- 三寒四温
- 空の玄関
- 夢追い人（「以心伝心」の時の彼女の要望で作った曲。夢追い人とは健治本人のことである。）
- おとぎ話
- つっかえ棒
- 本当の友達
- 空のごきげん
- 僕だけに
- 去りゆく友へ
- 風になりたい
- 同い年の隣の娘
- おたまじゃくし
- 二人だけの詩
- デコポンズのテーマ
- 今、一番言いたいこと
- 続 一輪心花
- 落ちてく花びら

## テレビドラマ
- こちら本池上署（2005年） ‐ 中山順平